# オートルート A50
オートルート A50（Autoroute française A50、高速道路A50号線）は、ブーシュ＝デュ＝ローヌ県マルセイユからヴァール県トゥーロンまでを結ぶフランスのオートルートのひとつ。通称にはオートルート・エスト・ド・マルセイユ、東マルセイユ高速道路（Autoroute Est de Marseille）がある。
1962年の開通当初は東高速道路（autoroute Est）と呼称され、マルセイユからオーバーニュまで通じていた。トゥーロンまで開通すると名称に「マルセイユ」が追加された。
全線約65kmにおよぶが、この内のロックフォール＝ラ＝ベドゥール（fr:Roquefort-la-Bédoule）からサナリー＝シュル＝メール（fr:Sanary-sur-Mer）まではエステレル＝コート＝ダジュール高速道路（fr:Autoroutes Esterel-Côte-d'Azur、ESCOTA）が管理し通行料金を徴集している。ESCOTAは1992年にフランス版ETCであるテレペアージュ（fr:Télépéage）を導入した最初の会社である。

## 経路
- A55号線と接続
- 料金所
- 1　プラド（Prado）
- 2a/2b プラス・ド・ポローニュ、メンパンティ＝ラ・キャプレット（Place de Pologne/Menpenti-La Capelette）
- A507号線と接続しA7号線に至る
- 3 ラ・ポム（La Pomme）
  -  ラ・ポムAS（La Pomme）、給油
- 4 ラ・ヴァランタン（La Valentine）
- 5 ラ・ペンヌ（La Penne）
- A501号線と接続しA52号線に至る
- A502号線と接続し国道8号線（D8n）およびオーバーニュ市内に至る
- A52号線の端末と接続
- 6 カルヌー（Carnoux）、カルヌー＝アン＝プロヴァンス
- 7 ラ・ベドール北、ラ・ベドール南（La Bédoule-nord/sud）、ロックフォール＝ラ＝ベドゥール　
  -  パ・ドゥイリエAR（Pas d'Ouillier）
- 8 カシ（Cassis）、カシ
- ラ・シオタ料金所（La Ciotat）
- 9 ラ・シオタ（La Ciotat）、ラ・シオタ　
  -  ラ・リウケAS、レ・プレンヌ・バロンヌAS（Le Liouquet/Les Plaines Baronnes）、給油
- 10 レ・レック（Les Lecques）、レ・レック
- 11 ラ・キャディエール＝ダジュール（La Cadière-d'Azur）、ル・ボッセ
- バンドル料金所（Bandol）
- 12 バンドル（Bandol）、バンドル
  -  サナリーAR（Sanary）
- 13 オリウル（Ollioules）オリウル
- 14 シャトーヴァロン（Châteauvallon）、ラ・セーヌ＝シュル＝メール
- 15 トゥーロン西、ラ・セーヌ＝ソント、アルスナル（Toulon-Ouest/La Seyne-Centre/Arsenal）、トゥーロン、トゥーロン軍港の側
- 16 ボン・ランコントル（Bon Rencontre）、トゥーロン
- 国道8号線に合流し、ニースのA57号線に至る。

## 横断する地域圏と県
- プロヴァンス＝アルプ＝コート・ダジュール地域圏
  - ブーシュ＝デュ＝ローヌ県
  - ヴァール県